# مهدی ابراهیمی دریانی
مهدی ابراهیمی دریانی از سیاست‌مداران ایرانی بود، که در دوره‌  بیستم به‌عنوان نماینده تبریز در مجلس شورای ملی حضور داشت.